# レッスルマニアXV
レッスルマニアXV（レッスルマニアフィフティーン、WrestleMania XV）は、1999年3月28日にアメリカ合衆国のプロレス団体WWE（当時はWWF）が開催した年間最大の興行およびPPVの名称である。

## 概要
- 本大会よりWWEにおけるPPV契約数が初めて80万世帯を突破[1]。

- オーエン・ハートは1999年の5月23日に行われたWWFのPPVオーバー・ジ・エッジにおいて入場時の事故により急逝したため、本大会はオーエンが最後に出場したレッスルマニアである。

- 1998年に行われたWWF主催の格闘技トーナメント"WWF Brawl for All" で優勝したバート・ガンとプロボクサーのバター・ビーンのボクシング試合が行われ、ビーンが1ラウンド0:30KO勝ちを収めた。

- ヘル・イン・ア・セル形式にて行われたジ・アンダーテイカーvsビッグ・ボスマン戦では、試合終了後にボスマンがケージの上から垂らされたロープで首を吊られ葬られるという演出があった。

- 後にレッスルマニア史上唯一3度行われることになるストーン・コールド・スティーブ・オースチンvsザ・ロック戦は、今大会が皮切りとなった。

- プロモーションビデオのナレーションをフレッド・ブラッシーが務め、オープニングではボーイズIIメンが "美しきアメリカ" を独唱。

## 結果
- サンデー・ナイト・ヒート・マッチ -Sunday Night HEAT Match-

○ジャクリーン vs アイボリー●
- サンデー・ナイト・ヒート・マッチ/21人バトル・ロイヤル -Sunday Night HEAT Match/Twenty-one man Battle royal-

優勝者 ディーロ・ブラウン&テスト
- トリプルスレット形式WWFハードコア王座戦 -Triple Threat Match for the WWF Hardcore Championship-

●ビリー・ガン (c) vs アル・スノー vs ハードコア・ホーリー○
- WWFタッグ王座戦 -WWF Tag Team Championship-

○オーエン・ハート&ジェフ・ジャレット (c) (w / デブラ) vs ディーロ・ブラウン&テスト (w / アイボリー) ●
- ブロウル・フォー・オール・マッチ -Brawl for All Match- スペシャル・レフェリー：ビニー・パズ

○バタービーン vs バート・ガン●
- ○マンカインド vs "ビッグ・ショー" ポール・ワイト

ビッグ・ショーの反則負け。勝者のマンカインドはメイン戦のスペシャル・レフェリー
- 4-コーナーズ・エリミネーション・マッチ形式WWFインターコンチネンタル王座戦 -Four-Corners Elimination Match for the WWF Intercontinental Championship-

○ロード・ドッグ (c) vs バル・ビーナス vs ゴールダスト  (w / ライアン・シャムロック&ブルー・ミーニー) vs ケン・シャムロック
| 退場順 | スーパースター                    | 退場させたスーパースター |
| 1      | ケン・シャムロック&バル・ビーナス | ダブル・カウントアウト   |
| 2      | ゴールダスト                      | ロード・ドッグ           |
| 勝者   | ロード・ドッグ                    |                          |

- ○ケイン vs トリプルH●

トリプルHの反則負け
- WWF女子王座戦 -WWF Women's Championship-

○セーブル (c) vs トーリー●
- WWFヨーロピアン王座戦 -WWF European Championship-

○シェイン・マクマホン (c) (w / テスト) vs X-パック●
- ヘル・イン・ア・セル -Hell in a Cell-

○ジ・アンダーテイカー (w / ポール・ベアラー) vs ビッグ・ボスマン●
- ノー・DQ形式WWF王座戦 -No Disqualification Match for the WWF Championship-スペシャル・レフェリー：マンカインド

●ザ・ロック (c) vs "ストーンコールド" スティーブ・オースチン○